# 国際連合安全保障理事会決議242
国際連合安全保障理事会決議242は、第3次中東戦争（六日戦争）後の1967年11月22日に国際連合安全保障理事会で全会一致で採択された決議である。
前文では「戦争による領土の取得は受け入れられないこと並びに当該地域のいかなる国家も安全に住むことのできる公正で永続的な平和のために活動する必要性」が強調されている。
本文第１項には「最近の紛争で占領した領土からのイスラエル軍の撤退」を要請する旨が記されている。
エジプト、ヨルダン、イスラエル、レバノンは、決議242の履行をめぐって国連特別代表と協議に入った。1967年に決議を非難したシリアは、1972年3月に決議を「条件付き」で受け入れた。シリアは第4次中東戦争（1973年）の終結に際し、安保理決議242の原則を包含する国連安全保障理事会決議338号を正式に受け入れている。
1968年5月1日、イスラエルの国連大使は国連安全保障理事会に対し、イスラエル政府が決議242号を受諾する旨を表明した。
決議242は中東戦争に関してもっとも広く支持されている決議のひとつであり、その後の当事者間の交渉の基礎となった。この決議は1979年のエジプト・イスラエル平和条約、1994年のイスラエル・ヨルダン平和条約、また1993年のオスロ合意および1995年のオスロ合意Ⅱにつながった。

## 概要
この決議は、イスラエル・アラブ諸国の紛争を解決するために安全保障理事会が提案した措置であり、特にイスラエルとエジプト、ヨルダン、シリア、レバノンのあいだに存在していた交戦状態を終結させるためのものである。イスラエル軍の撤退、「安全と承認された国境の下で脅威や力の行使から自由で平和に生きる権利」、航行の自由、難民問題の公正な解決、非武装地帯の設置を含む安全保障措置という5つの原則を扱っている。また、決議案に盛り込まれた原則に従って平和的かつ受け入れ可能な解決策の合意を促進するため、中東に赴く特別代表の任命も規定された。

## 英語版とフランス語版の相違
本文第１項「最近の紛争で占領した領土からのイスラエル軍の撤退」について、英語版とフランス語版で文章の含意が異なっている。

英語版
Withdrawal of Israeli armed forces from territories occupied in the recent conflict.
フランス語版
Retrait des forces armées israéliennes des territoires occupés lors du récent conflit.
上記フランス語版には占領した領土（territoires occupés）の前に定冠詞の「des」がついており、「最近の紛争で占領した領土すべて」という意味合いになる。それに対して英語版ではterritories occupied の前に定冠詞の「the」が無いため、必ずしもすべての領土を意味せず、その一部でもよいという解釈が可能な文面となっている。この不明確さは意図的な外交的妥協の産物であったという見方もある。
イスラエルは英語版を根拠に、今日でも「安保理決議242号は、『安全な境界線』を考慮し、すべての領土からの撤退を要求しなかった」と主張している。